# Carl Gottfried Grahl
Carl Gottfried Grahl, född 26 april 1803 i Rheinsberg, Tyskland, död 17 november 1884 i Nyköpings östra församling, Nyköping, var en svensk tonsättare. och musikdirektör

## Musikverk

### Orkester
- Orkesterstycke.[2]

### Piano
- Kadriljer, valser och angläser. Dansade i Stockholm 1828 och 1829. Kompositioner och arrangemang.

1. Kadrilj i A-dur.[2]
2. Kadrilj i A-dur.
3. Kadrilj i A-dur.
4. Kadrilj i D-dur.
5. Kadrilj i G-dur.
6. Kadrilj i G-dur.
7. Kadrilj i D-dur.
8. Anglais i F-dur.
9. Anglais i G-dur.
10. Vals i C-dur.
11. Vals i C-dur.
12. Vals i B-dur.

- Vals i C-dur. Dansades i Stockholm år 1829.[2]
- Vals i C-dur.[2]
- Ny vals i B-dur. Dansades i Stockholm år 1830.[2]